# Banco de las Islas Filipinas
El Banco de las Islas Filipinas (Bangko ng Kapuluang Pilipinas en filipino, Bank of the Philippine Islands en inglés; abreviado BPI) es un banco filipino fundado en 1851 con sede social en Macati, parte de la Gran Manila.
BPI es el primer banco del país y el más antiguo del Sudeste Asiático, originalmente fundado como el Banco Español Filipino (además llevando el nombre de Isabel II de España hasta 1869) por los intereses económicos hispanofilipinos. Se cambió su nombre al actual en 1912, durante la ocupación estadounidense de Filipinas, y hoy en día forma parte de la Corporación Ayala, uno de los mayores grupos de empresas del país.